# Medal Pamiątkowy Wojny w Latach 1877–78
Medal Pamiątkowy Wojny w Latach 1877–78 (ros. Медали «В память Русско-турецкой войны 1877–1878 гг.») – rosyjskie odznaczenie nadawane za udział w wojnie rosyjsko-tureckiej 1877-1878.

## Historia
Odznaczenie zostało ustanowione ukazem cara Aleksandra II dla wyróżnienia uczestników wojny rosyjsko-tureckiej w latach 1877–1878.
Medal posiadał jeden stopień, lecz był nadawany w trzech wersjach, nadawanych poszczególnym grupom uczestników tej wojny.

## Zasady nadawania
Medal nadawany był wszystkim uczestnikom wojny rosyjsko-tureckiej, lecz w trzech wersjach różniących się rodzajem użytego materiału.
- wersja pierwsza wykonana ze srebra – nadawana była uczestnikom:
  - obrony przełęczy Szipka
  - blokady twierdzy Bajazit
  - zdobywców twierdzy Kars
- wersja druga wykonana z jasnego brązu – nadawana była:
  - generałom, oficerom i żołnierzom, jak również ochotnikom, członkom ochotniczych oddziałów bułgarskich, którzy uczestniczyli w walkach w czasie wojny rosyjsko-tureckiej na wszystkich polach bitew w Europie, Azji i na Kaukazie
  - marynarzom uczestniczącym w walkach z flotom tureckim na Morzu Czerwonym i Dunaju
  - lekarzom, pielęgniarkom, duchownym i ochotnikom biorącym udział w działaniach wojennych
  - urzędnikom i obywatelom biorących udział z bronią w ręku w działaniach bojowych
- wersja trzecia wykonana z ciemnego brązu – nadawana była:
  - żołnierzom, marynarzom, ochotnikom, w tym bułgarskim, którzy uczestniczyli w zabezpieczeniu działań bojowych

## Opis odznaki
Odznaką medalu jest okrągły medal o średnicy 27 mm wykonany ze srebra w pierwszej wersji i brązu w dwóch pozostałych.
Na awersie medalu w centralnej części na tle promieni słonecznych znajduje się krzyż prawosławny a pod nim półksiężyc. Po bokach daty 1877 i 1878.
Na rewersie w znajduje się napis cytat z Biblii НЕ НАМЪ, НЕ НАМЪ, А ИМЕНИ ТВОЕМУ (pol. Nie nam, nie nam, ale w imię twoje). Pod napisem wzdłuż krawędzi dwie gałązki wawrzynu przewiązane wstążką.
Medal zawieszony jest na pięciokątnej blaszce pokrytej wstążką powstałą z wstążek Orderu św. Andrzeja i św. Jerzego.

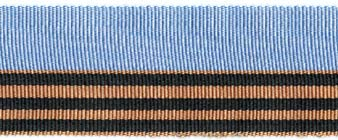
Wstążka